# R
La r (en mayúscula R, nombre erre, plural erres) es la decimonovena letra y la decimoquinta consonante del alfabeto español, y la decimoctava letra del alfabeto latino básico. La Ortografía de 2010 desaconseja llamar ere a la variante simple; si bien el Diccionario panhispánico de dudas recoge su uso —ere y su plural eres— cuando se quiere precisar que representa el sonido vibrante simple; asimismo es una forma común de denominar esta letra en algunos países de América.
En español representa un sonido consonante sonante, oral, vibrante y simple, o más correctamente clasificada en lingüística como vibrante alveolar múltiple, diferente de la vibrante alveolar simple.

## Historia
Se corresponde con la letra R del alfabeto latino o romano, que proviene del griego ro, surgida del signo fenicio rosas, que significaba cabeza. La r minúscula procede de la r redonda de la escritura carolingia.
| r |

| r |

## Uso fonético
En el español normativo la R tiene dos pronunciaciones: una producida por una vibración simple de la punta de la lengua en la zona alveolar (fonema /ɾ/), al sonido del cual, se le designa en el español como erre simple, que se corresponde con la "r" simple intervocálica o detrás de consonante; y otra igual a la r simple pero con vibración lingual múltiple (fonema /r/), al sonido del cual, se le designa en el español como erre compuesta, que se corresponde con la "r" doble (rr). 
En el español regional encontramos diversas variantes a la norma señalada para los fonemas simple /r/ y múltiple /rr/. Para /rr/ encontramos, al menos, dos realizaciones de extensión considerable: la [ɹ] fricativa, la velar-uvular sonora [R] o ensordecida [X]. La variante fricativa [ɹ] tiene cierta semejanza a la /r/ inglesa prevocálica en algunos hablantes y en otros se asemeja a una alveolar fricativa sonora del tipo [z]. 
El origen de esta realización fricativa [ɹ] es algo incierto. Para algunos autores, esta articulación podría estar emparentada con las realizaciones de este tipo que se oyen en el español del País Vasco, Navarra, la Rioja y zonas de Aragón. Para otros autores, la pérdida de la articulación vibrante de /rr/ en el español de América se produce por el contacto con las lenguas amerindias (aimara, quechua, etc.).
En lo referente a las realizaciones velares sonoras o sordas, [R] o [X], cabe destacar dos cosas: 
- 1. en el caso de la variante uvular [R], como la /r/ francesa, pueden aparecer como rasgo individual en cualquier región hispánica,
- 2. como rasgo dialectal las realizaciones uvulares o velares se presentan especialmente en el español de Puerto Rico y de forma más aislada en la República Dominicana y en Cuba.

La realización uvular o velar de /rr/ parece el final de un proceso muy extendido en la ribera caribeña: norte de Colombia, Venezuela y las Antillas. En estas regiones el fonema /rr/ se articula vibrante sordo y frecuentemente se oye un refuerzo faríngeo o velar, de tipo [hrr] o [xrr]. Este fenómeno se llama "preaspiración" y en su estadio final convierte la articulación vibrante anterior en una consonante velar-uvular sorda [X] o sonora [R]. El origen de este fenómeno también resulta incierto. Algunos autores han afirmado que la velarización de la /rr/ podría ser de origen africano. 
La existencia de una /rr/ velar o faríngea en el portugués de Brasil, país con una importante población de origen africano, daría cierta base a esta hipótesis. Otra explicación de esta innovación indica que el cambio se produce por motivos estructurales en los dialectos hispánicos donde el fonema /x/ (el sonido velar de la "jota") tiene una realización faríngea, [h]. 
Como en estos dialectos no hay un sonido velar para la grafía "j" esto facilita el tránsito de /rr/ hasta la zona velar, [x], mientras que allí donde se mantiene la articulación velar de /x/ es imposible que /rr/ pueda velarizarse, puesto que en ese caso /rr/ y /x/ perderían su contraste, cosa que nunca sucede en los dialectos con /rr/ velar. En Puerto Rico (exceptuando la capital, que suele mantener la vibrante /rr), el nombre "Ramón" se pronuncia [xa'moη] y "jamón" se articula [ha'moη], con lo cual en este dialecto la oposición de las grafías <rr> y <j> es entre una velar para <rr> y una faríngea para <j>. 
La velarización de /rr/ es un fenómeno fuertemente estigmatizado en aquellas zonas donde se produce y raramente se oye en los actos locutivos que exijan un mínimo de formalidad, bien sea en el cante, interpretación o locución en los medios de comunicación.

## Representaciones alternativas
En alfabeto fonético aeronáutico se le asigna la palabra Romeo.
En código Morse es:  ·-· 

Banderas de señales
Alfabeto semáforo
Lectura Braille
Alfabeto manual